# Maisons-Alfort – Les Juilliottes
Maisons-Alfort – Les Juilliottes – stacja linii nr 8 metra w Paryżu. Stacja znajduje się w gminie Maisons-Alfort. Została otwarta 27 kwietnia 1972 roku.